# Wilhelm Sandfuchs (Schriftsteller)
Wilhelm Sandfuchs (* 28. Januar 1891 in Braunschweig; † 7. September 1969 in Bremen) war ein deutscher Lehrer und niederdeutscher Schriftsteller. Sein literarisches Werk verfasste er überwiegend in der zwischen Braunschweig und Helmstedt gesprochenen ostfälischen Mundart.

## Leben
Wilhelm Sandfuchs wurde 1891 in Braunschweig als Sohn des gleichnamigen, aus einer Lautenthaler Bergmannsfamilie stammenden Vaters und dessen Ehefrau Helene, geb. Sandelmann, geboren. Er besuchte in Braunschweig die Waisenhaus-Schule und anschließend von 1905 bis 1911 das Herzogliche Lehrerseminar. Er unterrichtete an verschiedenen Schulen des Landes Braunschweig und zuletzt in der Stadt Braunschweig. Er nahm von 1914 bis 1918 am Ersten Weltkrieg als Leutnant und Kompanieführer teil. Sandfuchs unterrichtete nach dem Krieg als Volksschullehrer in Braunschweig bis zu seiner Pensionierung 1956. Er war seit 1916 mit Emmi Link aus Hamburg verheiratet. Der Ehe entstammen drei Kinder. Einige Jahre nach der Pensionierung zog das Ehepaar nach Bremen, wo Sandfuchs am 7. September 1969 verstarb.
Sein hoch- und plattdeutsches literarisches Werk umfasst Lyrik, Erzählungen, Fabeln und dramatische Szenen. Themen sind „ländlicher Alltag und bäuerliches Brauchtum in einer vormodern-beschaulichen Welt“. Er gab 1939 ein ostfälisches Kinderbuch heraus. Seine 1943 geschaffene Übertragung des Eulenspiegelbuches von 1515 in heutiges ostfälisches Platt wurde nur in Auszügen veröffentlicht. Während der Zeit des Nationalsozialismus schuf Sandfuchs Werke im Sinne der NS-Ideologie, die 1941 vom Braunschweiger Kreisheimatpfleger und NSDAP-Mitglied Rudolf Fricke als „im besten Sinne nationalsozialistisch“ charakterisiert wurden.

## Schriften (Auswahl)
- Plattdüütsch Kinnerbauk. For Bronswiek un de andern Deile, wo'n ostfäälsch spricket, 1. Deil, Hrsg. vom NS-Lehrerbund, Gau Hamburg, zusammengestellt von Wilhelm Sandfuchs und Robert Thiele, Hamburg, 1939; Neudruck 1987.
- Mien grote Volk. In: Braunschweigische Heimat 1940, S. 75.
- Plattdeutsch – Blutsverbundenheit – Volksgemeinschaft. In: Braunschweigische Heimat 33 (3/4), 1942, S. 67.
- De Ule. In: Braunschweigische Heimat 37 (1), 1951, S. 11.
- Dat Jaar un sine Feste. In: Braunschweigische Heimat 39 (1), 1953, S. 2–5.
- Ausgewählte Dichtungen. In: Braunschweigische Heimat 47 (2), 1961, S. 56–57.
- Plattdeutsche Gedichte. In: Braunschweigische Heimat 56 (2), 1970, S. 54–55.